# Лунвож (приток Тэвъёмъю)
Лунвож — река в России, протекает в Республике Коми. РЕка вытекает из болота Нюлэснюр и течёт преимущественно на север. Реки Асыввож (справа) и Лунвож (слева) образуют реку Тэвъёмъю. Длина реки составляет 13 км.

## Данные водного реестра
По данным государственного водного реестра России относится к Двинско-Печорскому бассейновому округу, водохозяйственный участок реки — Вычегда от города Сыктывкар и до устья, речной подбассейн реки — Вычегда. Речной бассейн реки — Северная Двина.
Код объекта в государственном водном реестре — 03020200212103000021203.